# Howard Drossin
Howard Drossin, född den 2 oktober 1965 i Los Angeles är en amerikansk musiker som har skrivit musiken till flera Sonic-spel.